# Es ist nichts Gesundes an meinem Leibe
Es ist nichts Gesundes an meinem Leibe (in tedesco, "Non c'è nulla di sano nel mio corpo") BWV 25 è una cantata di Johann Sebastian Bach.

## Storia
La cantata Es ist nichts Gesundes an meinem Leibe venne composta da Bach a Lipsia nel 1723 per la XIV domenica dopo la Trinità e fu eseguita il 29 agosto dello stesso anno. Il testo è di autore sconosciuto.

## Struttura
La cantata è scritta per soprano solista, tenore solista, basso solista, coro, corno, trombone I, II e III, flauto I, II e III, violino I e II, oboe I e II, viola e basso continuo ed è suddivisa in sei movimenti:
1. Coro: Es ist nichts Gesundes an meinem Leibe, per tutti.
2. Recitativo: Die ganze Welt ist nur ein Hospital, per tenore e continuo.
3. Aria: Ach, wo hol ich Armer Rat?, per basso e continuo.
4. Recitativo: O Jesu, lieber Meister, per soprano e continuo.
5. Aria: Öffne meinen schlechten Liedern, per tutti, tranne tenore e basso.
6. Corale: Ich will alle meine Tage, per tutti.